# Liste der Monuments historiques in Kappelkinger
Die Liste der Monuments historiques in Kappelkinger führt die Monuments historiques in der französischen Gemeinde Kappelkinger auf.

## Liste der Bauwerke
| Bezeichnung | Beschreibung                                                                                        | Standort                   | Kennzeichnung | Schutzstatus | Datum | Bild |
| ----------- | --------------------------------------------------------------------------------------------------- | -------------------------- | ------------- | ------------ | ----- | ---- |
| Bauernhof   | Wohnhaus und Scheune: Fachwerk, teilweise massiv, Walmdach, 1737; am Wohnhaus Kellerpforte von 1607 | 9 rue Saint-Jacques (Lage) | PA00107070    | Inscrit      | 1992  |      |
| Wohnhaus    | Fachwerkhaus, erste Hälfte des 18. Jahrhunderts                                                     | 3 rue Saint-Jacques (Lage) | PA00107069    | Inscrit      | 1992  |      |